# Крысин, Михаил Владимирович
Михаил Владимирович Крысин (род. 1953) — российский спортсмен и тренер, один из основателей российской школы силовых единоборств.
Первый чемпион Москвы по карате, неоднократный призёр всесоюзных по карате в период с 1979 по 1981 гг., призёр чемпионата мира в Токио в 1990 г.
Президент Федерации Косика карате России.

## Биография
- Родился 28 марта 1953 г. в Москве[3].
- В 1976 году получил высшее образование, окончив Московский авиационный институт[3][4].
- В 1995 году получил второе высшее образование, окончив Финансовую академию при Правительстве РФ[3][4].